# Zacharzew (Ostrów Wielkopolski)
Zacharzew (wg TERYT: Parcele Zacharzewskie) – część miasta Ostrowa Wielkopolskiego umiejscowiona w jego północno-zachodniej części. Oficjalnie dzieli się na dwa osiedla: nr 9 „Nowe Parcele” i nr 10 „Parcele Zacharzewskie”.
Zacharzew charakteryzuje się przeważającą zabudową mieszkalną jednorodzinną. Część wschodnią i północną zajmują zakłady przemysłowe, usługowe, osiedle bloków wielorodzinnych i cmentarz przy ul. Bema. Ponadto większe zakłady przemysłowe znajdują się między ul. Chłapowskiego a Żniwną oraz na zachodnich peryferiach (baza magazynowa PKN Orlen i Węglozbyt). Przy ul. Chłapowskiego znajduje się urząd skarbowy, a przy Krotoszyńskiej placówka terenowa KRUS i prokuratura okręgowa.

## Historia
Wieś Zacharzew wymieniana jest w źródłach od 1444 roku. Wówczas rozgraniczono jej ziemie z sąsiednią Topolą, a w 1446 z Gorzycami. 
Kolejnymi właścicielami Zacharzewa byli: Maciej Radzimski (1505), Piotr Radzimski (1535), Maciej Zacharzewski (częściowo od 1545), Wojciech Rąmpczyński (1550), Franciszek Chwalczewski, później brat Piotr. Od 1568 roku Zacharzew należał razem z Krępą i Ostrowem do rodziny Kiełczewskich (do 1654). 
W 1730 wieś z folwarkiem była w kluczu krępskim dóbr przygodzickich, które były własnością marszałka koronnego Franciszka Bielińskiego. Wtedy w obręb zespołu folwarcznego wchodził m.in. dwór na kopcu (patrz sekcja Grodzisko). W 1755 roku włości przygodzickie stały się własnością rodu Radziwiłłów: kolejno Marcina, Józefa Mikołaja, Michała Hieronima, Antoniego (pierwszego ordynata przygodzickiego), Wilhelm i Bogusław, Ferdynand, Michał.
W 1931 roku wschodnią, dworsko-folwarczną część wsi (do ulicy Głowackiego) rozparcelowano, w 1934 włączono do Ostrowa Wielkopolskiego i stopniowo przeznaczano na zabudowę mieszkalną. Dalszy fragment włączono do miasta 1 grudnia 1979 pozostawiając część jako samodzielną wieś z kilkuset mieszkańcami.
W dawnym Zacharzewie znajdował się park Cesarza Wilhelma, którego zdjęcie zachowało się na pocztówce w zbiorach Muzeum Miasta Ostrowa Wielkopolskiego.

### Folwarkw Zacharzewie

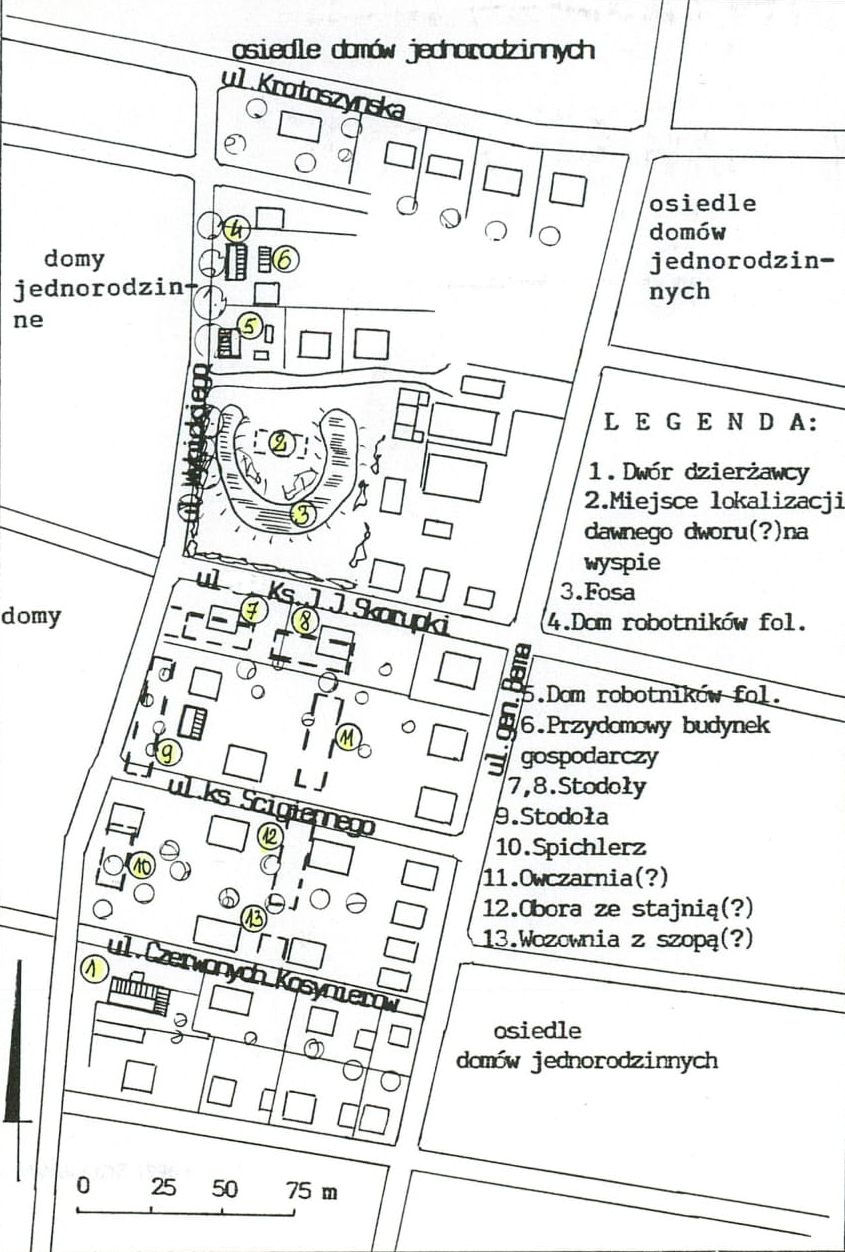
Plan założenia dworsko-folwarcznego na tle obecnej zabudowy

Założenie dworsko-folwarczne Zacharzew jeszcze na początku XX wieku położone było we wschodnim skraju wsi i zajmowało prostokątny teren między obecnymi ulicami Krotoszyńską, Wybickiego, Czarnieckiego a Bema. Od zabudowań chłopskich oddzielone było łąką. W południowej części znajdował się dziedziniec folwarczny z dworkiem dzierżawcy, wozownią, stajnią, stodołami i innymi budynkami gospodarczymi. W części północnej mieściła się kolonia domów robotników folwarcznych. Między tymi dwiema częściami nadal widoczne jest średniowieczne grodzisko – pozostałość wcześniejszych dworów.
W XIX wieku dzierżawcami folwarku byli Wilhelm (1870), a później Bernhard Lange (1877), w latach 80. Jan Gaj, a co najmniej od 1905 do 1929 roku Zdzisław Kornobis.
Obecnie większość obszaru dawnego folwarku zajmuje osiedle domów jednorodzinnych oraz szklarnie. Z zabudowań do czasów obecnych zachowały się dawny dom robotników folwarcznych przy ul. Wybickiego 22 oraz dwór dzierżawcy przy ul. Czerwonych Kosynierów 11.

#### Grodzisko
Przy zbiegu ulic Wybickiego i Skorupki znajduje się kopiec z fosą. Pierwsze wzmianki o budowli obronnej w tym miejscu pochodzą z 1483 roku. W XIV wieku na kopcu otoczonym palisadą znajdował się prawdopodobnie podpiwniczony, drewniany dom. Po jego spaleniu na przełomie XV i XVI w. podwyższono kopiec i wybudowano nowy drewniany dwór, w późniejszych latach umocniony brukiem kamiennym. Dwór z tego okresu wzmiankowany jest podczas lustracji w 1731 r. W wieku XIX wybudowano dwór murowany, z którego zachowały się tylko piwnice. Grodzisko zostało odkryte w 1989, a wpisane do rejestru zabytków w 1994 roku.

#### Dwór dzierżawcy[11]
Przy ul. Czerwonych Kosynierów zachował się dwór zbudowany zapewne pod koniec XIX wieku przez ówczesnych dzierżawców folwarku. Po południowej stronie dworu rozciągał się czworoboczny ogród użytkowy. Wzniesiony został na rzucie prostokąta z frontowym gankiem wejściowym. Ściany piwnic wykonane są z kamieni, wyższych kondygnacji z cegieł dekorowane poziomymi pasami z ciemniejszej cegły. W czasie przebudowy z początku XX w. dobudowano wschodnią przybudówkę i otynkowano ceglaną elewację. Okna parteru i poddasza w profilowanych obramieniach zwieńczonych gzymsem.
Obecnie używany jest jako dom mieszkalny.

### Zabytki
Zabytki wpisane do Ewidencji Zabytków Miasta Ostrowa Wielkopolskiego:
- liczne domy i wille z lat międzywojennych charakterystyczne dla dzielnicy,
- dwór dzierżawcy z 4 ćw. XX w. przy ul. Czerwonych Kosynierów 11,
- budynek szkoły z 1900 roku przy ul. Krotoszyńskiej 171,
- młyn i domy z przełomu XIX i XX wieku przy ul. Młyńskiej,
- domy z pocz. XX w. przy ul. Radłowskiej i Składowej,
- grodzisko z późnego średniowiecza/nowożytności – wpisane do rejestru zabytków,
- różne punkty osadnicze, osady i cmentarzyska prehistoryczne i średniowieczne.

## Położenie
Zacharzew graniczą od północy ze Szczygliczką, od południa z Gorzycką Drogą i Odolanowską Drogą (Osiedlem nr 8 „Odolanowskim”), od wschodu ze Śródmieściem, od zachodu ze wsiami Radłów, Zacharzew, Lamki, Gorzyce Wielkie.
Przed 1932 rokiem miejscowość położona była w powiecie odolanowskim, W latach 1975–1998 w województwie kaliskim, w latach 1932–1975 i od 1999 w powiecie ostrowskim.

## Transport
Przez Zacharzew przebiega jedyna (oprócz fragmentów obwodnicy – S11 i DK25) droga krajowa w mieście – DK36 ulicami Krotoszyńską i Poznańską oraz droga powiatowa do Raszkowa. Kompleksowo przebudowane w latach 2020-2022 ulice Chłapowskiego i Wybickiego są z kolei fragmentem ramy komunikacyjnej miasta.
Południową granicę tej części miasta wyznacza linia kolejowa nr 14, z towarową stacją kolejową Ostrów Wielkopolski Zachodni oraz przystankiem kolejowym Ostrów Wielkopolski Gorzyce.

### Komunikacja miejska
Linie komunikacji miejskiej, których duża część trasy biegnie przez Zacharzew:
| Miejski Zakład Komunikacji | Miejski Zakład Komunikacji                                            |
| Nr linii                   | Trasa                                                                 |
| -------------------------- | --------------------------------------------------------------------- |
| 1                          | Topola Wielka – Dwernickiego                                          |
| 5                          | Janków Zaleśny – Raszków – Nowa Krępa piekarnia                       |
| 5B                         | Trzebowa – Raszków – Aleja Powstańców Wielkopolskich                  |
| 6                          | Wielowieś – Bema cmentarz                                             |
| 9                          | Pruślin – Zacharzew                                                   |
| 10                         | Dwernickiego – Komuny Paryskiej                                       |
| 13                         | Zacharzew – Janków Dworzec PKP                                        |
| 15                         | Chruszczyny – Przygodzice                                             |
| 22                         | Centrum Przesiadkowe – Zacharzew – Topola Mała – Centrum Przesiadkowe |
| 25                         | Zacharzew – Komuny Paryskiej                                          |
| K-1                        | Krotoszyn Dworzec PKP – Centrum Przesiadkowe                          |
| P                          | Pleszew szpital – Centrum Przesiadkowe                                |

Ponadto po trasie podobnej do K-1 kursuje MZK z Krotoszyna.
Na Zacharzewie znajdują się pętle autobusowe: Zacharzew przy ul. Krotoszyńskiej, przy Dwernickiego oraz przy Bema (Bema cmentarz). Przy ulicy Lotniczej znajduje się siedziba Miejskiego Zakładu Komunikacji oraz jedyna w mieście zajezdnia autobusowa z m.in. ładowarkami autobusów elektrycznych. Przy urzędzie skarbowym przy ul. Chłapowskiego znajduje się stacja Ostrowskiego Roweru Miejskiego.

## Edukacja

### Szkoły podstawowe
Szkoła Podstawowa nr 7 (ul. Bema 30), Szkoła Podstawowa nr 11 (ul. Batorego 2), Szkoła Podstawowa nr 14 (ul. Krotoszyńska 171)

### Szkoła ponadpodstawowa
Zespół Szkół Technicznych (ul. Poznańska 43)